# We Farm
We Farm — игра-симулятор, разработанная Bonfire Studios (затем переименованой в Zynga Dallas) и изданная ngmoco для платформы iOS. Она стала доступна для iPhone, iPod touch и iPad в App Store или iTunes, и привлекла многих пользователей сразу после выпуска. В течение нескольких недель после релиза We Farm, по оценке, была загружена миллионы раз и насчитывала приблизительно два миллиона пользовательских сессий в день. Геймплей We Farm частично вдохновлен игрой FarmVille студии Zynga.
В ноябре 2010 года ngmoco изменила название игры на We Farm Safari.
We Farm требует интернет-соединения для игры на iPod touch.